# GHDL
GHDL ou GNU VHDL est un logiciel libre de synthèse logique, vérification et simulation de programme développé ou transcompilé dans le langage de description de matériel (HDL) VHDL. Il a été écrit en langage Ada par Tristan Gingold. Il permet de compiler via le langage C, en langage machine sur le système du développeur afin d'avoir une simulation efficace, et sans nécessité l'investissement dans un FPGA, GTKWave, peut être utilisé pour la visualisation et l'analyse d'onde temporelle extraite des logs,.
Il est notamment supporté pour la simulation de GRLIB pour LEON3 (architecture SPARC) et NOEL-V (architecture RISC-V), les processeurs spatiaux endurcis développés par l'agence spatiale européenne, et utilisé dans l'équipement de ses satellites artificiels.

## Caractéristiques
L'environnement de développement multiplateforme et open source en Java, FSMProcess, l'utilise pour la simulation, permettant ainsi un prototypage rapide.
La version 1.0 est sortie en 2021, et supporte les normes IEEE de VHDL 1987, 1993 et 2002, ainsi que partiellement 2008.
GCC et LLVM peuvent être utilisés pour la compilation de la simulation.
Les formats de log de simulation supportés sont GHW, VCD (lu par GTKWave) et FST.
Cocotb un environnement de cosimulation de testbench écrit en Python peut également être utilisé simultanément avec la simulation générée par GHDL.
Il peut travailler avec Yosys via le plugin ghdl-yosys-plugin.
Libre Gates est un framework se basant sur GHDL pour l'analyse statique et dynamique des portes logiques cartographiées au niveau des circuits, que ce soit pour du FPGA ou de l'ASIC